# Evropa společně
Европа вместе (чеш. Evropa společně — ESO) — центристская, про-европейская политическая партия в Чехии.

## История

### Основание
На выборах в Европейский парламент в 2014 году, сенатор Яромир Штетина был избран депутатом Европейского парламента от избирательного блока TOP 09 и STAN. В рамках переговоров по созданию избирательного блока к выборам в 2019 году, между Штетиной и депутатом Европарламента и председателем партии ТОП 09 Иржи Поспишилом усугубился конфликт, который привёл к созданию в феврале 2019 года движения «Европа вместе».

### Программа
Партия считала себя проевропейской, считала сохранение ЕС гарантией мира и желала предотвратить дальнейший выход членов. Партия поддерживала членство Чехии в НАТО.
К выборам в Европарламент партия представила программу под названием «Разум против страха», основными пунктами которой были:
- Безопасная Европа – обеспечение мира, безопасности, процветания и демократии. Поддержка членства в ЕС и НАТО, поддержка прав человека и демократических систем в третьих странах, кибербезопасность и борьба с дезинформацией, единое европейское решение проблемы миграции и борьба с терроризмом.
- Современная Европа – углубление внутреннего рынка, принятие евро, цифровизация внутреннего рынка и инвестиции в науку, исследования, образование.
- Справедливая Европа – занятость, социальное равенство, включая гендерное равенство, включение инвалидов и исключенных, защита окружающей среды, гуманитарная помощь. Обеспечение соблюдения минимальных европейских стандартов ухода за ветеранами войны, их семьями и выжившими. Сокращение гендерного разрыва в оплате труда.
- Культурная Европа – защита и развитие культурного наследия и живого искусства, поддержка образования и свободных СМИ.

### Роспуск
Партия приняла участие в выборах в Европейский парламент в мае 2019 года. Получив на них 12 587 голосов (0,53%), и не преодолела необходимый пятипроцентный барьер.
Управление по надзору за финансированием политических партий и движениям провело в 2020 году проверку партии и выявило десятки нарушений законодательства. Партия привлекала ссуды от частных лиц, хотя могло получать ссуды и кредиты только от банков, баланс избирательного счета не был переведён на основной счёт, отчёт о финансировании избирательной кампании не был опубликован и отправлен в Управление, ни бухгалтерский, ни годовой финансовый отчет не были отправлены. В рамках проверки были наложены два административных штрафа за отказ от сотрудничества. После того, как Управление восстановило избирательный счёт, оно обнаружило, что некоторые расходы были оплачены в нарушение закона.
В январе 2022 года правительство Чехии постановило об прекращении деятельности партии. 16 марта 2022 года Высший административный суд Чехии подтвердил данное решение.